# Luci Choinacki
Luci Teresinha Choinacki (Descanso, 17 de março de 1954) é uma agricultora e política brasileira.
Foi deputada à Assembleia Legislativa de Santa Catarina na 11ª legislatura (1987 — 1991), eleita pelo Partido dos Trabalhadores (PT).
Foi deputada à Câmara dos Deputados na 49ª legislatura (1991 — 1995), na 51ª legislatura (1999 — 2003), na 52ª legislatura (2003 — 2007) e na 54ª legislatura (2011 — 2015). Nas eleições de 2014, em 5 de outubro, não foi reeleita.
Descendente de poloneses e filha de agricultores, começou a atuar nas Comunidades Eclesiais de Base e em movimentos sociais, até ingressar no Partido dos Trabalhadores, em 1982. Participou da formação da Central Única dos Trabalhadores, da construção do Movimento das Mulheres Agricultoras e Movimento dos Trabalhadores Rurais Sem Terra de Santa Catarina. 
Foi a única mulher eleita em 1986 para a Assembléia Legislativa do Estado de Santa Catarina e deputada estadual constituinte em 1987. Em 1990 elegeu-se para a Câmara dos Deputados, para onde foi reconduzida em 1999, 2003 e 2011.
Atualmente é membro titular da Comissão de Direitos Humanos e Minorias da Câmara dos Deputados, relatora da Comissão Especial do Trabalho e Emprego Doméstico, suplente da Comissão de Agricultura, relatora da sub-comissão de saúde da comissão especial do estatuto dos Portadores de Deficiência. Também luta pela aposentadoria das donas de casa.
É filiada ao Partido dos Trabalhadores desde 1982.